# Selo pri Pancah

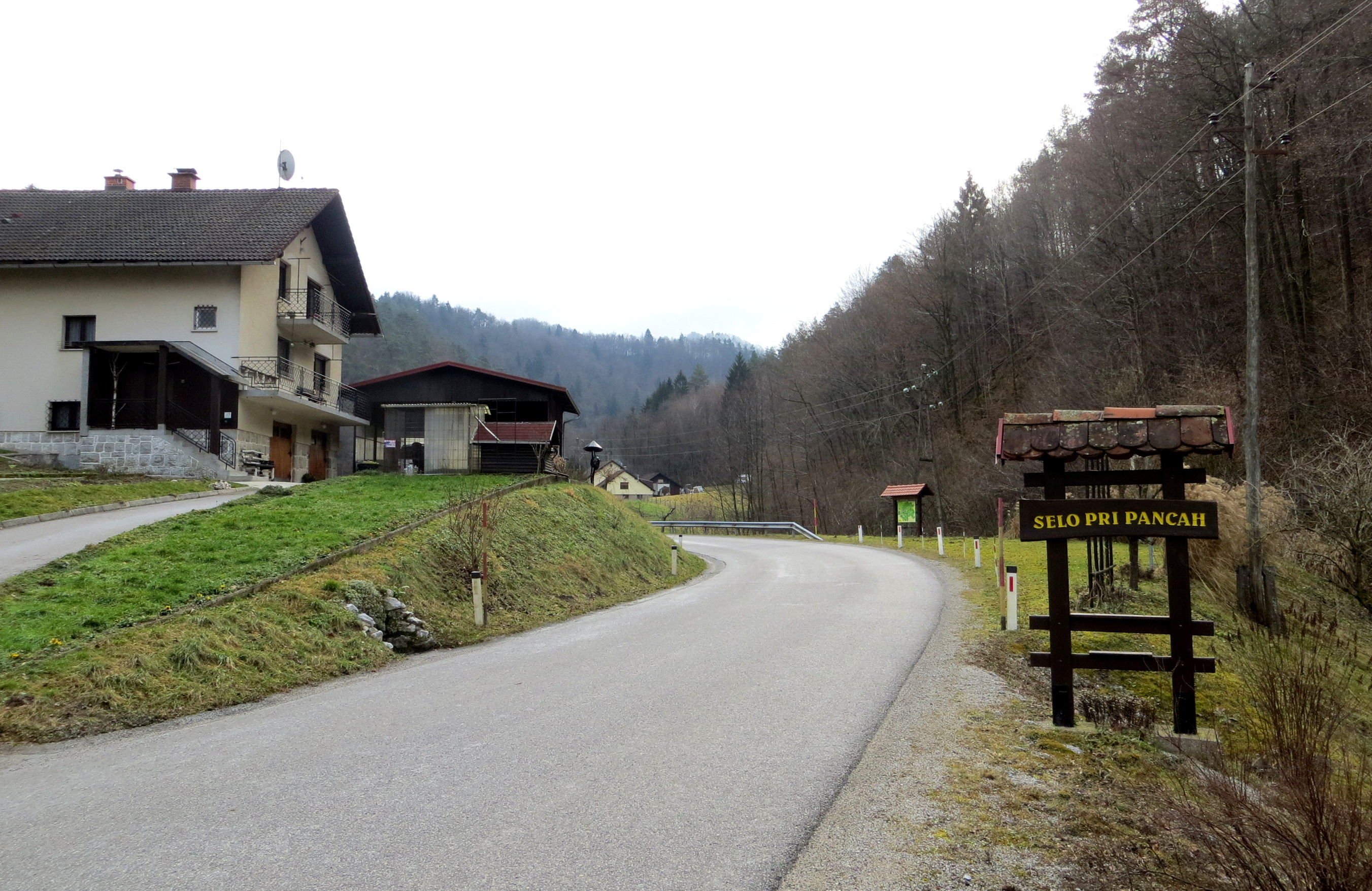
Selo pri Pancah bei Ljubljana

Selo pri Pancah (sɛːlɔ pɾi ˈpaːntsax; in älteren Quellen Sela pri Pancih deutsch Sela bei Pance) ist eine Ortschaft in der Stadtgemeinde Ljubljana südöstlich der Stadt. Sie liegt östlich von Veliki Lipoglav und nördlich von Pance.
Das Dorf ist Teil der historischen Region Unterkrain und gehört heute mit dem Rest der Stadtgemeinde zur statistischen Region Zentralslowenien.

## Massengräber
In Selo pri Pancah befinden sich 11 bekannte Massengräber aus dem Zweiten Weltkrieg. Sie enthalten die Überreste slowenischer Zivilisten, die der Spionage beschuldigt und im Frühjahr 1942 von Partisanen ermordet wurden. Die Massengräber Vodice 1-10 (slowenisch: Grobišče Vodice 1-10) befinden sich in den Wäldern nordöstlich des Dorfes.
Das Massengrab Cirje 1 (Grobišče Cirje 1), auch bekannt als Massengrab Michaelhügel (Grobišče Miha hrib), befindet sich am Hang des Miha's Hill (Mihov hrib) am linken Ufer des Flusses Pance (Panška reka).